# Bauer Media Group
Bauer Media Group (do roku 2008 Bauer Verlagsgruppe) je německé vydavatelství, založené v roce 1875 se sídlem v Hamburku. Je součástí skupiny Heinrich Bauer Verlag KG.
Vlastní domácí i zahraniční časopisy, televize a rádia. Orientuje se především na časopisy pro ženy a mládež, na společenské magazíny a televizní programové tituly (např. Bravo, Cosmopolitan, Happinez, InTouch, Tina, TV Movie, Welt der Wunder).